# چبیک، گمینا بیئوگارد
چبیک، گمینا بیئوگارد (به لاتین: Trzebiec, Gmina Białogard) یک سکونتگاه مسکونی در لهستان است که در Gmina Białogard واقع شده‌است.